# 中央情報局行動副局長
中央情報局行動副局長（英語：Deputy Director of CIA for Operations），是美國政府高級官員曾擔任中央情報局的行動局局長，該職位於1950年12月1日設立。從1951年1月4日至1973年3月1日，這個職位被稱為規劃副局長（DDP）。當時，這個職位所在的單位被稱為計劃局，最初佔據中央情報局預算的約75%，內部人員的比例約為60%。
在1973年之前，這位高級官員一直擔任計劃副局長，隨後該職位於該年被更名為行動副局長（DDO）。這個命名一直持續到2005年10月13日，根據2004年的《情報改革和恐怖主義預防法》，此職位再次更名為國家機密處局長（D/NCS）。截至2021年6月，中央情報局局長威廉·約瑟夫·伯恩斯任命大衛·馬洛擔任行動處的領導職位，媒體報導指他的職稱為行動副局長。

## 歷任副局長
| 肖像 | 姓名                | 任期                         | 效命總統                          |
| ---- | ------------------- | ---------------------------- | --------------------------------- |
|      | 艾倫·杜勒斯         | 1951年1月4日—1951年8月23日   | 哈里·S·杜魯門                     |
|      | 法蘭克·威斯納       | 1951年8月23日—1959年1月1日   | 哈里·S·杜魯門 德懷特·艾森豪威爾   |
|      | 小理查德·M·比塞爾   | 1959年1月1日—1962年2月17日   | 德懷特·艾森豪威爾 約翰·肯尼迪     |
|      | 理察·海爾姆斯       | 1962年2月17日—1965年4月28日  | 約翰·肯尼迪 林登·詹森             |
|      | 德斯蒙德·菲茨杰拉德 | 1965年6月28日—1967年7月23日  | 林登·詹森                         |
|      | 托馬斯·卡梅賽斯     | 1967年7月31日—1973年2月27日  | 林登·詹森 理查·尼克森             |
|      | 威廉·科爾比         | 1973年3月2日—1973年8月24日   | 理查·尼克森                       |
|      | 威廉·納爾遜         | 1973年8月24日—1976年5月14日  | 理查·尼克森 傑拉爾德·福特         |
|      | 威廉·威爾斯         | 1976年5月15日—1977年12月31日 | 傑拉爾德·福特 吉米·卡特           |
|      | 約翰·N·麥馬漢       | 1978年1月11日—1981年4月12日  | 吉米·卡特 隆納·雷根               |
|      | 馬克斯·胡格爾       | 1981年5月11日—1981年7月14日  | 隆納·雷根                         |
|      | 約翰‧史坦因         | 1981年7月14日—1984年7月1日   | 隆納·雷根                         |
|      | 克萊爾·喬治         | 1984年7月1日—1987年12月1日   | 隆納·雷根                         |
|      | 理查德·斯托爾茲     | 1988年1月4日—1990年12月31日  | 隆納·雷根 喬治·赫伯特·沃克·布什   |
|      | 湯瑪斯·特韋滕       | 1991年1月1日—1993年12月      | 喬治·赫伯特·沃克·布什 比爾·柯林頓 |
|      | 休伊·普萊斯         | 1994年1月—1995年             | 比爾·柯林頓                       |
|      | 大衛·科恩           | 1995年—1997年                | 比爾·柯林頓                       |
|      | 傑克·G·唐寧         | 1997年—1999年7月             | 比爾·柯林頓                       |
|      | 詹姆斯·帕維特       | 1999年8月—2004年6月4日       | 比爾·柯林頓 喬治·沃克·布什        |
|      | 史蒂芬·卡普斯       | 2004年6月5日—2004年11月15日  | 喬治·沃克·布什                    |
|      | 荷西·羅德里奎       | 2004年11月16日—2007年9月30日 | 喬治·沃克·布什                    |
|      | 邁克爾·蘇利克       | 2007年9月30日—2010年7月30日  | 喬治·沃克·布什 巴拉克·歐巴馬      |
|      | 約翰·貝內特         | 2010年7月30日—2013年2月28日  | 巴拉克·歐巴馬                     |
|      | 吉娜·哈斯佩爾 代理  | 2013年2月28日—2013年5月7日   | 巴拉克·歐巴馬                     |
|      | 弗蘭克·阿奇博爾德   | 2013年5月7日—2015年1月29日   | 巴拉克·歐巴馬                     |
|      | 格雷格·沃格爾       | 2015年1月29日—2017年8月      | 巴拉克·歐巴馬 唐納·川普           |
|      | 伊莉莎白·金貝爾     | 2018年12月10日—2021年6月     | 唐納·川普 喬·拜登                 |
|      | 大衛·馬洛           | 2021年6月—2023年6月          | 喬·拜登                           |
|      | 湯姆·席維斯         | 2023年6月—至今               | 喬·拜登 唐納·川普                 |